# マクス・バリシッチ
マクス・バリシッチ（Maks Barišič 、1995年3月6日 - ）は、スロベニア・リュブリャナ出身のサッカー選手。NKマリボル所属。ポジションは、ミッドフィールダー（右ウイング）。

## クラブ歴
2019年1月31日、買取オプション付きのローン移籍でパドヴァに加入した。
2020年9月24日、双方の合意により、カターニアとの契約を解除した。